# Округ Норман (Минесота)
Норман (енгл. Norman County) је округ у америчкој савезној држави Минесота.

## Демографија
По попису из 2010. године број становника је 6.852, што је 590 (-7,9%) становника мање него 2000. године.
| Група             | 2000.         | 2010.         |
| Белци             | 6.957 (93,5%) | 6.293 (91,8%) |
| Афроамериканци    | 8 (0,1%)      | 13 (0,2%)     |
| Азијати           | 23 (0,3%)     | 25 (0,4%)     |
| Хиспаноамериканци | 227 (3,1%)    | 276 (4,0%)    |
| Укупно            | 7.442         | 6.852         |